# Far from the Maddening Crowds
A Far from the Maddening Crowds Chicane angol zenész bemutatkozó albuma, mely 1997-ben jelent meg. Az album második kiadására 2007-ben került sor. Ezen a kiadáson az eredeti tizenegy számon kívül még egy tizenkettedik is szerepel.

## Számok
1. Early (Nick Bracegirdle) – 4:17
2. Already There (Bracegirdle) – 2:55
3. Offshore (Original Version) (Bracegirdle, Leo Elstob) – 6:45
4. Lost You Somewhere (Bracegirdle, Caroline Lavelle) – 8:26
5. From Blue to Green (Bracegirdle) – 5:51
6. Sunstroke (Disco Citizens Mix) (Bracegirdle) – 9:06
7. Leaving Town (Bracegirdle, David Gates, Malcolm Stanners) – 5:58
8. Red Skies (Bracegirdle) – 7:35
9. Sunstroke (Original Version) (Bracegirdle) – 6:18
10. Offshore '97 (Bracegirdle, Elstob, Richie Sullivan, Graham Dear, Louise Burton) – 9:12
11. The Drive Home (Bracegirdle) – 6:06
12. Offshore 2007 (Bracegirdle, Elstob, Richie Sullivan, Graham Dear, Louise Burton) – 7:51  (csak a 2007-es albumon)